# Tour de France 2020/19. Etappe
Die 19. Etappe der Tour de France 2020 fand am 18. September 2020 statt. Die 166,5 Kilometer lange Flachetappe startete in Bourg-en-Bresse und endete in Champagnole. Auf dieser Etappe absolvierten die Fahrer insgesamt 2208 Höhenmeter.
Etappensieger wurde Søren Kragh Andersen (Sunweb) mit 53 Sekunden Vorsprung vor Luka Mezgec (Mitchelton-Scott), der den Sprint einer Verfolgergruppe gewann. Weitere Ausreißer belegten die Plätze bis Rang 15. Das Peloton um den Träger des Gelben Trikots, Primož Roglič (Jumbo-Visma), kam 7:38 Minuten hinter dem Tagessieger ins Ziel. Als erster Fahrer konnte sich Rémi Cavagna (Deceuninck-Quick-Step) vom Feld absetzen, der auch die einzige Bergwertung des Tages an der Côte de Château-Chalon (4. Kategorie, km 82) und den Zwischensprint nach 117,5 Kilometern in Mournans gewann, anschließend jedoch von 13 Fahrern eingeholt wurde, die ihrerseits 35 Kilometer vor dem Ziel gestellt wurden. Wenig später bildete sich die letztlich erfolgreiche Fluchtgruppe u. a. um den Träger des Grünen Trikots Sam Bennett (Deceuninck-Quick-Step) und Peter Sagan (Bora-hansgrohe). Aus dieser Gruppe startete der spätere Etappensieger 16 Kilometer vor dem Ziel seine Soloflucht.

## Zeitbonifikationen
| Zeitbonus am Etappenziel in Champagnole bei Kilometer 166,5 auf 547 m Höhe | Zeitbonus am Etappenziel in Champagnole bei Kilometer 166,5 auf 547 m Höhe |
| Fahrer                                                                     | Zeitbonus                                                                  |
| -------------------------------------------------------------------------- | -------------------------------------------------------------------------- |
| 1. Søren Kragh Andersen (SUN)                                              | 10 Sekunden                                                                |
| 2. Luka Mezgec (MTS)                                                       | 6 Sekunden                                                                 |
| 3. Jasper Stuyven (TFS)                                                    | 4 Sekunden                                                                 |

## Punktewertung
| Zwischensprint in Mournans nach 117,5 km auf 804 m |                        |                        |         |
| 1.                                                 | Frankreich             | Rémi Cavagna (DQT)     | 20 Pkt. |
| 2.                                                 | Frankreich             | Benoît Cosnefroy (ALM) | 17 Pkt. |
| 3.                                                 | Vereinigtes Konigreich | Luke Rowe (INS)        | 15 Pkt. |
| 4.                                                 | Frankreich             | Pierre Rolland (BVC)   | 13 Pkt. |
| 5.                                                 | Irland                 | Sam Bennett (DQT)      | 11 Pkt. |
| 6.                                                 | Slowakei               | Peter Sagan (BOH)      | 10 Pkt. |
| 7.                                                 | Danemark               | Michael Mørkøv (DQT)   | 9 Pkt.  |
| 8.                                                 | Italien                | Matteo Trentin (CCC)   | 8 Pkt.  |
| 9.                                                 | Danemark               | Kasper Asgreen (DQT)   | 7 Pkt.  |
| 10.                                                | Belgien                | Dries Devenyns (DQT)   | 6 Pkt.  |
| 11.                                                | Belgien                | Wout van Aert (TJV)    | 5 Pkt.  |
| 12.                                                | Vereinigte Staaten     | Sepp Kuss (TJV)        | 4 Pkt.  |
| 13.                                                | Italien                | Daniel Oss (BOH)       | 3 Pkt.  |
| 14.                                                | Spanien                | Pello Bilbao (TBM)     | 2 Pkt.  |
| 15.                                                | Danemark               | Casper Pedersen (SUN)  | 1 Pkt.  |

| Etappenziel in Champagnole nach 166,5 km auf 547 m |                        |                            |         |
| 1.                                                 | Danemark               | Søren Kragh Andersen (SUN) | 50 Pkt. |
| 2.                                                 | Slowenien              | Luka Mezgec (MTS)          | 30 Pkt. |
| 3.                                                 | Belgien                | Jasper Stuyven (TFS)       | 20 Pkt. |
| 4.                                                 | Belgien                | Greg Van Avermaet (CCC)    | 18 Pkt. |
| 5.                                                 | Belgien                | Oliver Naesen (ALM)        | 16 Pkt. |
| 6.                                                 | Deutschland            | Nikias Arndt (SUN)         | 14 Pkt. |
| 7.                                                 | Vereinigtes Konigreich | Luke Rowe (INS)            | 12 Pkt. |
| 8.                                                 | Irland                 | Sam Bennett (DQT)          | 10 Pkt. |
| 9.                                                 | Slowakei               | Peter Sagan (BOH)          | 14 Pkt. |
| 10.                                                | Italien                | Matteo Trentin (CCC)       | 12 Pkt. |
| 11.                                                | Australien             | Jack Bauer (MTS)           | 10 Pkt. |
| 12.                                                | Belgien                | Dries Devenyns (DQT)       | 8 Pkt.  |
| 13.                                                | Norwegen               | Edvald Boasson Hagen (NTT) | 6 Pkt.  |
| 14.                                                | Frankreich             | Hugo Hofstetter (ISN)      | 4 Pkt.  |
| 15.                                                | Frankreich             | Bryan Coquard (BVC)        | 2 Pkt.  |

## Ausgeschiedene Fahrer
- Michael Gogl (NTT): DNS
- Jonathan Castroviejo (INS): DNS
- Lukas Pöstlberger (BOH): DNF (Anaphylaktischer Schock nach Wespenstich)[3]